# Wester + Elsner arkitekter

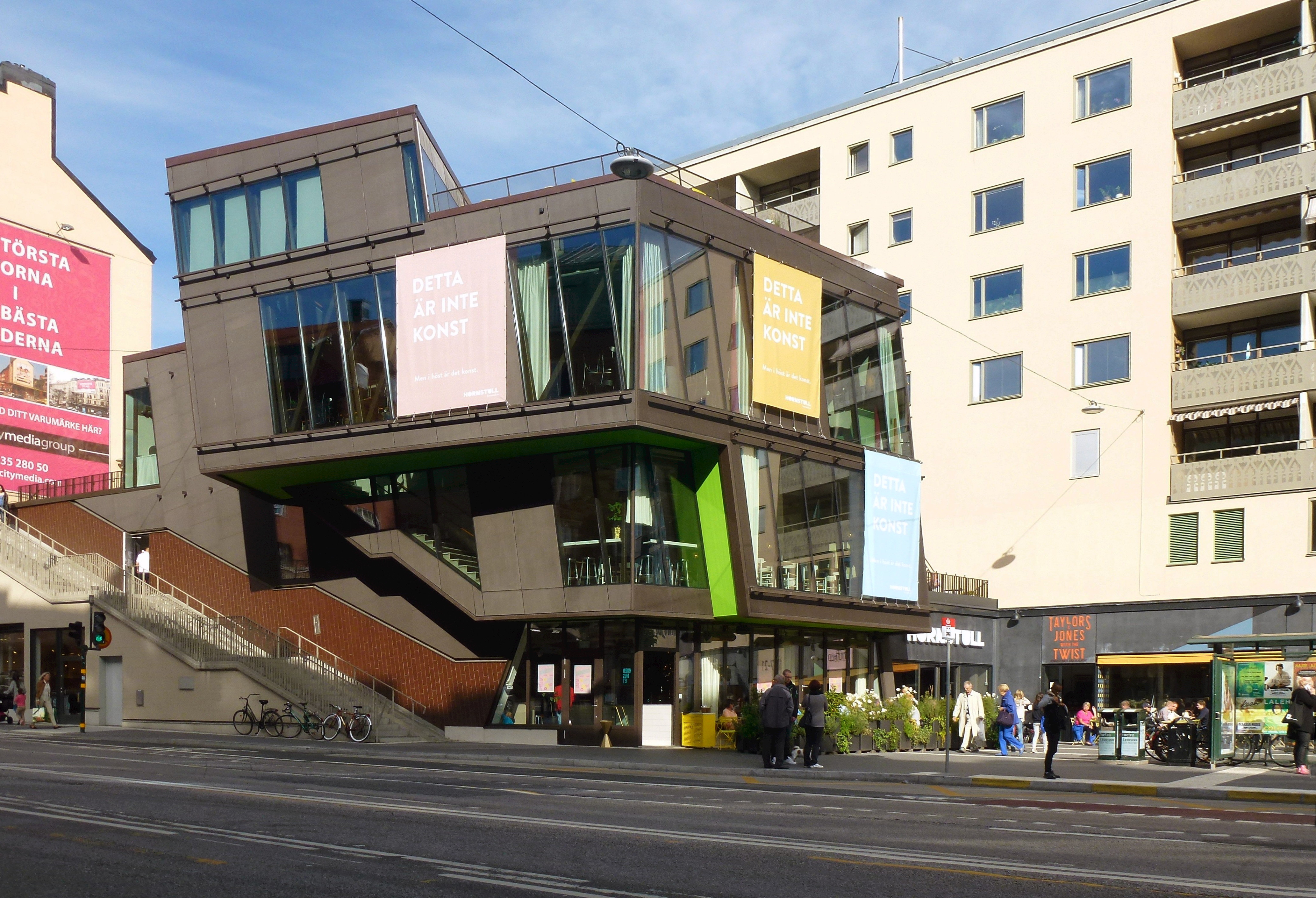
"Hornhuset" framför Bulten 19.

Wester + Elsner är ett arkitektföretag med kontor i Stockholm och Göteborg. 
Företaget grundades 1998 av Fredrik Elsner och Lars Wester och har idag (2021) omkring 50 medarbetare. Företaget arbetar främst med kommersiella mötesplatser, stadsmiljöer och fastigheter för handel och service. Utförda projekt i Stockholm omfattar bland annat ombyggnaden av Bromma Blocks, Liljeholmstorget Galleria i Liljeholmen, Nya Farsta Centrum, moderniseringen av Gallerian vid Hamngatan, fastigheten Kungsbron, Kungstrappan vid Kungsgatan i Stockholm samt utvecklingen av det nya Hornstull (se Bulten 19). I övriga Sverige har man bland annat gestaltat Erikslund Shopping Center utanför Västerås och en galleria i centrala Sundsvall, dessutom är kontoret involverat i flera andra ombyggnader av fastigheter i Stockholm och på andra orter i landet, liksom många inredningsuppdrag. Wester+Elsner är verksamma i hela Norden och i Baltikum.